# الحمامة (ليبيا)
منطقة الحمامة تقع شمال مدينة البيضاء، وتبعد 25 كم عن مدينة البيضاء
وهي مدينة ساحلية ويوجد بها استراحه كانت للملك إدريس،
وتتميز بوجود العديد من المصائف، وبمناخها المعتدل.

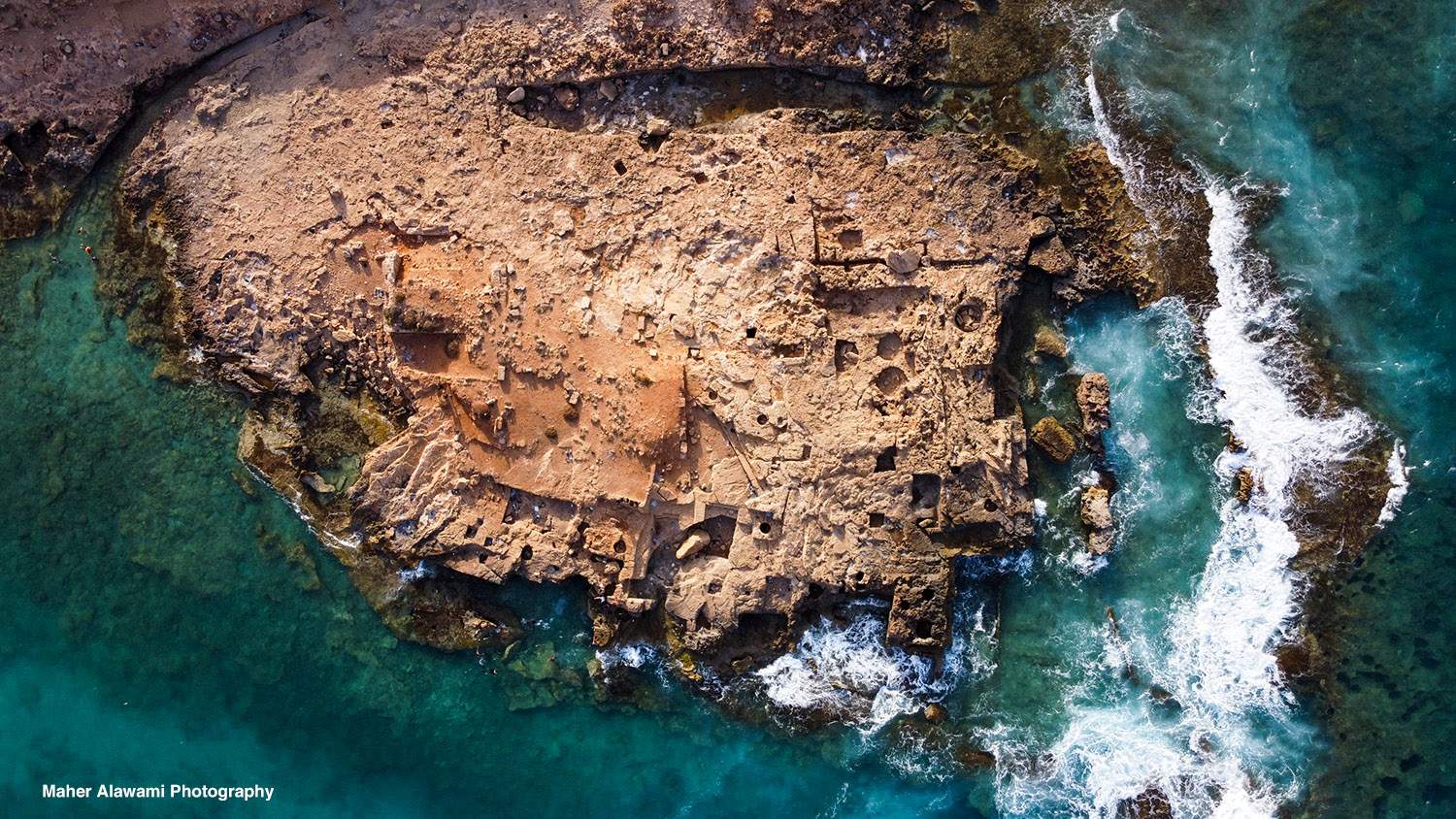
شاطئ الفرارة الأثري بمنطقة الحمامة

وهي تتبع بلدية الساحل